# Марк VIII
Марк VIII је био тенк који је настао на темељу заједничког пројекта САД и Британске империје (данашње Уједињено Краљевство) током Првог светског рата. Направљен је на темељу британског искуства у изради тенкова и није се много разликовао од претходних тенкова. Могао је да пређе преко рова ширине 4,5 метара (15 стопа). Познат је још и као “Allied” или “Liberty” тенк.
Након уласка САД у рат 1917. године, разматрала се могућност заједничког развоја савезничког тенка. Постигнут је договор око удружене производње тенка у новој фабрици у Француској. Британска империја је требало да обезбеди наоружање и већину делова за нови тенк, док су Сједињене Америчке Државе биле задужене за мотор, пренос и остале механичке делове. Планирана је производња од око 1500 тенкова у 1918. години.
Опште карактеристике тенка су изложене од стране војних представника држава у Француској у децембру 1917. године, али дизајн је додељен одбору под водством А. Г. Стерна и Ј. А. Дрејна. Детаљне скице тенка је направио поручник Г. Ј. Рекам. Тело првог Марк VIII тенка је направљено у Енглеској и допремљено бродом у САД у јулу 1918. године где се уградио “Liberty” мотор снаге 300 КС и пренос.
Након предаје Немаца и завршетка рата, велика наруџба тенкова за савезничке снаге је отказана. Око 100 примерака је довршено у Америци и 7 у Уједињеном Краљевству. Први британски модел је имао уграђен ролс-ројс мотор, али сви остали модели након њега су имали два упарена 6-цилиндрична Рикардо мотора, сваки снаге 150 КС.